# Noah Shamoun
Noah Leon Shamoun (født 8. december 2002) er en fodboldspiller, der spiller som midtbanespiller for Randers FC i den danske Superliga.  Han er født i Sverige og spiller for det syriske landshold.

## Klub karriere
Shamoun kommer fra Huskvarna og gik videre fra Jönköpings BK og IFK Öxnehaga til ungdomsafdelingen i Husqvarna FF. Han blev bemærket af udenlandske klubber, blandt andet fordi han lagde en færdighedsvideo på nettet. Han var på prøve med klubber som Greuther Fürth i 2018 og AC Parma i 2019. Han startede ikke desto mindre sin seniorkarriere i Division 1 med Assyriska Turabdin IK, hvor han spillede igennem 2019-sæsonen, inden han fyldte 17 i december.  
I Ettan 2020 "væltede" Shamoun mål og assists ind og blev rekrutteret af Kalmar FF.   Han fik sin debut for Allsvenskan i april 2021 mod Östersund.  Han scorede sine første mål i maj 2022, da han lavede begge mål i en 2-0-sejr over Hammarby. 
I februar 2024 flyttede han for første gang til udlandet og skrev under for Randers i den danske Superliga.  Han fik sin Superliga-debut i marts 2024 mod FC Midtjylland. 

## International karriere

### Sverige
Shamoun fik sin internationale debut for Sverige U20 i oktober 2021 mod Rumænien U20 og spillede for U21-holdet i 2022 og 2023. 

### Syrien
I marts 2024 blev Shamoun indkaldt til 2026 FIFA World Cup kvalifikationskampe mod Myanmar . 

## Personligt liv
Shamoun er af assyrisk oprindelse. Hans far Rubel, der var født i Tyrkiet, flyttede til Sverige med sin familie, da han var to år gammel, mens hans mor, Ellen voksede op i Tyskland og var 18 år gammel, da hun endte i Jönköping.